# Ibara (Okayama)
Pour les articles homonymes, voir Ibara.
Ibara (井原市, Ibara-shi) est une ville située dans la préfecture d'Okayama, au Japon.

## Géographie

### Situation
Ibara est située dans le sud-ouest de la préfecture d'Okayama, bordée par la préfecture d'Hiroshima à l'ouest.

### Municipalités limitrophes
| Jinsekikōgen | Takahashi | Sōja    |
| Fukuyama     | Ibara     | Yakage  |
| Fukuyama     | Kasaoka   | Kasaoka |

### Hydrographie
La rivière Oda, affluent du fleuve Takahashi, traverse la partie sud de la région d'ouest en est.

### Démographie
En juillet 2025, la population de la ville d'Ibara était de 36 195 habitants, répartis sur une superficie de 243,54 km2.

## Histoire
Le village d'Ibara a été créé le 1er avril 1889 à la suite de la mise en place du système de municipalités modernes. Ibara a acquis le statut de bourg en 1896, puis de ville en 1953.

## Transports
La ville est desservie par la ligne Ibara de la compagnie Ibara Railway.

## Jumelages
Ibara est jumelée avec :
- Uozu (Japon) depuis 1982
- Ōtawara (Japon) depuis 1984

## Mascotte
Denchukun est la mascotte officielle de la ville d'Ibara. Son nom vient de Hirakushi Denchū (en), un sculpteur né à Ibara. Sa forme représente une étoile de la célèbre pièce de kabuki Kagami-Jishi. L'astéroïde (41502) Denchukun porte le nom de cette mascotte.